# Johann Karl Friedrich Triest
Johann Karl Friedrich Triest (ur. 16 czerwca 1764 w Szczecinie, zm. 11 sierpnia 1810) – szczecinianin, pastor, kaznodzieja. 
11 maja 1787 został mianowany proboszczem parafii w kościele św. Gertrudy w Szczecinie,  Jeden z głównych organizatorów i propagator życia muzycznego w mieście, z jego inicjatywy dochodziły do skutku wydarzenia kulturalne (występy artystyczne). Był również nauczycielem muzyki; kształciła się u niego m.in. Auguste Tilebein. Uczestniczył jednak w spotkaniach salonu, rywalizującej z jej własnym, pani Salingre. Pisał też recenzje muzyczne do prasy, a także był w pierwszej dekadzie XIX w. publicystą szczecińskiego pisma „Eurynome”, skupiającego się na sprawach politycznych.